# Daiki Deoka
Daiki Deoka (japanisch 出岡 大輝 Deoka Daiki; * 16. August 1994 in der Präfektur Osaka) ist ein japanischer Fußballspieler.

## Karriere
Daiki Deoka erlernte das Fußballspielen in der Jugendmannschaft von Gamba Osaka und der Universitätsmannschaft der Kwansei-Gakuin-Universität. Seinen ersten Vertrag unterschrieb er 2017 bei Thespakusatsu Gunma. Der Verein spielte in der zweithöchsten Liga des Landes, der J2 League. Am Ende der Saison 2017 stieg der Verein in die J3 League ab. Für den Verein absolvierte er 14 Ligaspiele. Im August 2018 wechselte er zum Ligakonkurrenten Fujieda MYFC. Für den Verein absolvierte er zehn Ligaspiele. 2020 wechselte er für zwei Jahre nach Suzuka zum Viertligisten Suzuka Point Getters. Für Suzuka absolvierte er 26 Viertligaspiele.
Seit dem 1. Februar 2022 ist Deoka vertrags- und vereinslos.